# Upplands runinskrifter 1068
Runinskrift U 1068 är en runsten vid Åkerby kyrka, nordväst om Uppsala, Uppsala kommun. Stenen är inlagd i den östra kyrkogårdsmuren.
Vid Åkerby kyrka finns också runstenarna U 1066 och U 1067.

## Stenen
Runstenen är fragmentariskt bevarad. Den hittades den 10 april 1954 av författaren Jan Fridegård och dagen efter konfirmerade runforskaren Sven B.F. Jansson att det rörde sig om en dittills okänd runsten.
U 1068 är i röd granit, 0,97 meter hög och 0,55 meter bred.

## Inskriften
Ristningen är grund och ytan delvis söndervittrad.
Translitterering av runraden:
... ' hagua ' stain ' at ' i-kuar ' faþ... ... ...anta ' (s)in
Normalisering till runsvenska:
... haggva stæin at I[n]gvar, fað[ur] ... [bo]anda sinn.
Översättning till nusvenska:
hugga stenen efter Ingvar, (sin) fader . . . (och) . . . (efter) sin man.
Ristningen är inte särskilt skickligt utförd och kan knappast vara gjord av någon känd runristare.